# Французькі сестринські республіки

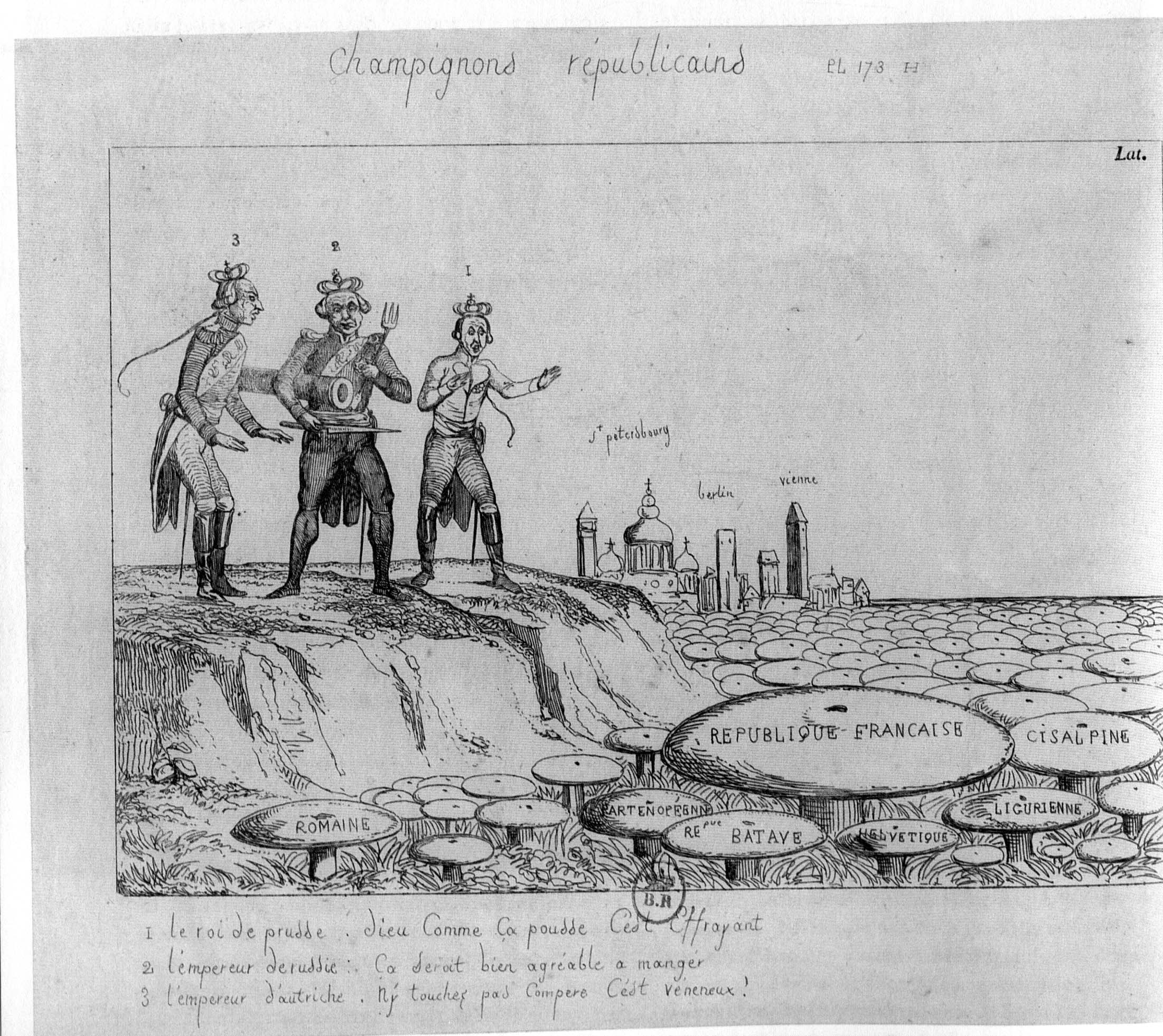
Карикатура 1799 року, на якій троє монархів - прусський («Боже, як воно росте; це жахливо»), російський («Це має бути добре їсти») та австрійський («Не чіпай, друже, це отруйно») спостерігають, як республіки виростають навколо Франції як гриби, поширюючись на інші європейські столиці

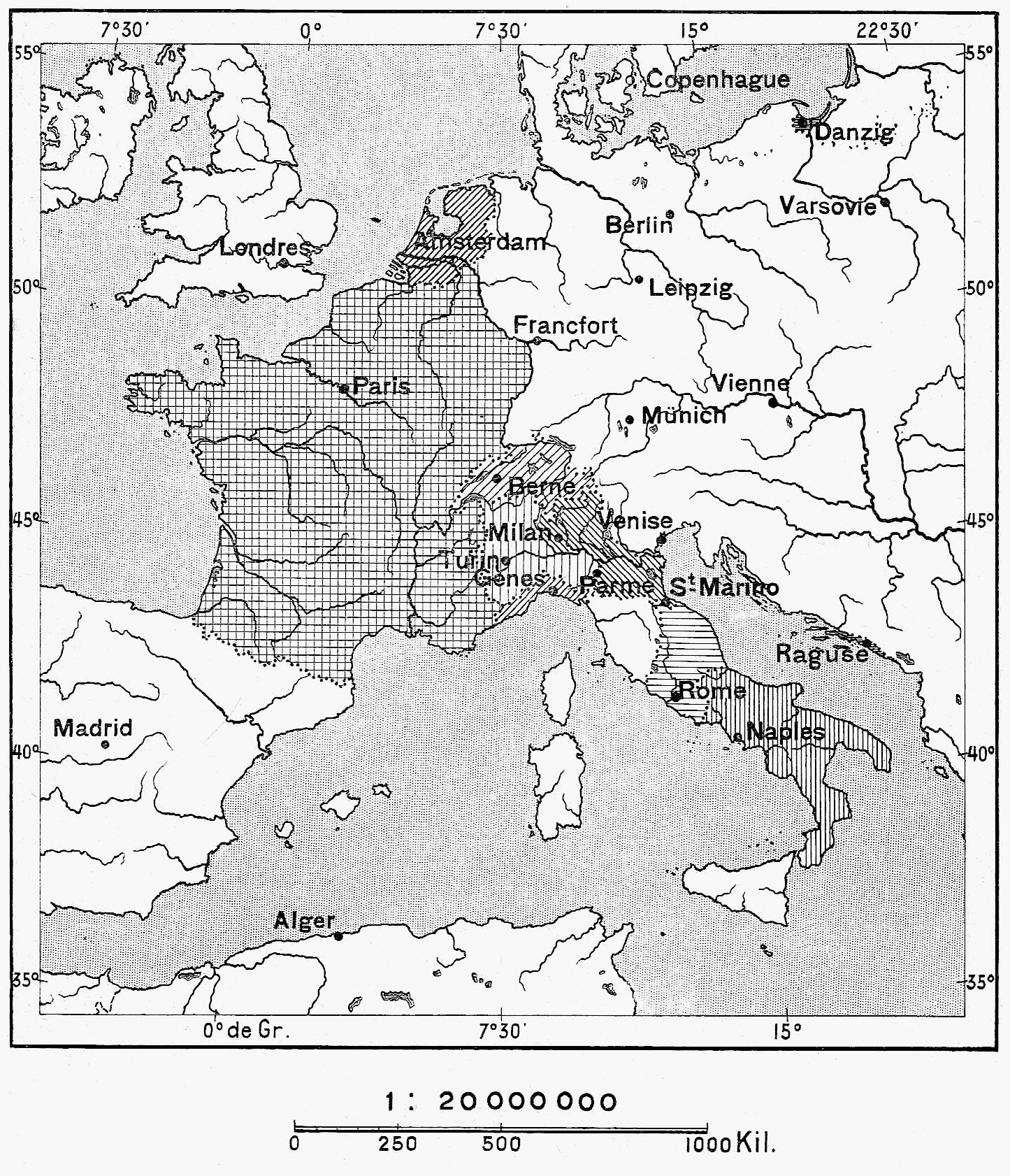
Мапа Франції та її сестринських республік у 1798

Французькі сестринські республіки (фр. république sœur вимовляється: [ʁepyblik sœʁ] ( прослухати) — республіка-сестра) — клієнтські держави з республіканськими режимами, створені Францією під час окупації сусідніх частин Європи в ході Французьких революційних війн. Перша французька республіка підтримувала поширення республіканських принципів у Європі, але більшість з режимів сестринських республік, в дійсності були засобом контролю окупованих теренів і були сумішшю французького і місцевого управління. Республіки тримались на французьких багнетах, а французька адміністрація мала на меті вивезення ресурсів (продовольство, гроші та солдати) до Франції. Заснування республіканських урядів, сприяння націоналізму за панування королівських родин (Бурбонів, Габсбургів) заклали основу для появи націоналістичних настроїв у всій Європі, що значно вплинуло на хід європейської історії (див.  революції 1830 і 1848 років).

## Історія
Французька революція була періодом соціальних і політичних потрясінь у Франції з 1789 по 1799. Республіканці, які повалили монархію, керувалися ідеями народного суверенітету, верховенства права та представницької демократії. Республіканці запозичили ідеї та цінності від віґізмута філософів Просвітництва. Французька республіка підтримувала поширення республіканських принципів у Європі. За словами Пола Д. Ван Ві, більшість із цих сестринських республік стали засобом контролю над окупованими землями як клієнтські режими через поєднання французької та місцевої влади.